# العلاقات الطاجيكستانية الليتوانية
العلاقات الطاجيكستانية الليتوانية هي العلاقات الثنائية التي تجمع بين طاجيكستان وليتوانيا.

## مقارنة بين البلدين
هذه مقارنة عامة ومرجعية للدولتين:
| وجه المقارنة                                              | طاجيكستان                          | ليتوانيا                                                    |
| --------------------------------------------------------- | ---------------------------------- | ----------------------------------------------------------- |
| المساحة (كم2)                                             | 143.10 ألف                         | 65.30 ألف                                                   |
| عدد السكان (نسمة)                                         | 8.92 مليون                         | 2.79 مليون                                                  |
| الكثافة السكانية (ن./كم²)                                 | 62.33                              | 42.73                                                       |
| العاصمة                                                   | دوشنبه                             | فيلنيوس، كاوناس                                             |
| اللغة الرسمية                                             | اللغة الطاجيكية                    | اللغة الليتوانية                                            |
| العملة                                                    | ساماني طاجيكي، الروبل الطاجيكستاني | ليتاس ليتواني، يورو                                         |
| الناتج المحلي الإجمالي (بليون دولار)                      | 7.15 مليار                         | 47.17 مليار                                                 |
| الناتج المحلي الإجمالي (تعادل القوة الشرائية) بليون دولار | 24.03 مليار                        | 84.06 مليار                                                 |
| الناتج المحلي الإجمالي الاسمي للفرد دولار أمريكي          | 925                                | 14.15 ألف                                                   |
| الناتج المحلي الإجمالي للفرد دولار أمريكي                 | 2.69 ألف                           | 27.69 ألف                                                   |
| مؤشر التنمية البشرية                                      | 0.624                              | 0.839                                                       |
| رمز المكالمات الدولي                                      | +992                               | +370                                                        |
| رمز الإنترنت                                              | .tj                                | .lt                                                         |
| المنطقة الزمنية                                           | ت ع م+05:00                        | ت ع م+02:00، ت ع م+03:00، أوروبا/فيلنيوس ‏، توقيت شرق أوروبا |

## منظمات دولية مشتركة
يشترك البلدان في عضوية مجموعة من المنظمات الدولية، منها:
| علم المنظمة | اسم المنظمة                        | تاريخ انضمام طاجيكستان | تاريخ انضمام ليتوانيا |
| ----------- | ---------------------------------- | ---------------------- | --------------------- |
|             | مؤسسة التنمية الدولية              | 4 يونيو 1993           | 23 سبتمبر 2011        |
|             | منظمة الأمن والتعاون في أوروبا     | 30 يناير 1992          | 10 سبتمبر 1991        |
|             | مؤسسة التمويل الدولية              | 2 ديسمبر 1994          | 15 يناير 1993         |
|             | منظمة حظر الأسلحة الكيميائية       | ?                      | ?                     |
|             | الأمم المتحدة                      | 2 مارس 1992            | 17 سبتمبر 1991        |
|             | الاتحاد الدولي للاتصالات           | 28 أبريل 1994          | 1 يوليو 1923          |
|             | منظمة الشرطة الجنائية الدولية      | ?                      | ?                     |
|             | البنك الدولي للإنشاء والتعمير      | 4 يونيو 1993           | 6 يوليو 1992          |
|             | الاتحاد البريدي العالمي            | ?                      | ?                     |
|             | وكالة ضمان الاستثمار متعدد الأطراف | 9 ديسمبر 2002          | 8 يونيو 1993          |
|             | يونسكو                             | 6 أبريل 1993           | 7 أكتوبر 1991         |

## وصلات خارجية
- موقع وزارة الخارجية الليتوانية